# صموئيل تشابمان (جامع طوابع بريدية)
كان صموئيل تشابمان (1859 - 22 مايو 1943)، هاوي طوابع بريطاني، أُدرج اسمه في قائمة هواة جمع الطوابع المتميزين عام 1938.
عاش تشابمان في المكسيك لسنوات عديدة، وأصبح خبيرًا في طوابع ذلك البلد. كان أحد هواة جمع الطوابع الذين زارهم إدوارد ستانلي غيبونز في رحلاته، كما ورد في مجلة ستانلي غيبونز الشهرية عام 1895. زار إدوارد غيبونز وزوجته منزل تشابمان وزوجته في كويواكان، التي روى أنهُ كان فيلا تقع على أرض واسعة. في أواخر حياته، ساعد تشابمان شركة ستانلي غيبونز في إعداد قائمة الطوابع المكسيكية، وكان مراسلًا دائمًا لصحافة هواة جمع الطوابع. وعاش تشابمان في سنواته الأخيرة، طريح الفراش.

## منشورات مختارة
- طوابع المكسيك، 1856-1868. نادي هواة جمع الطوابع في نيويورك، نيويورك، 1926.